# Phylloporus
Phylloporus Quél. (poroblaszek) – rodzaj grzybów z rodziny borowikowatych (Boletaceae). Należy do niego ponad 70 gatunków. W Polsce występuje jeden gatunek.

## Systematyka i nazewnictwo
Pozycja w klasyfikacji według Index Fungorum: Boletaceae, Boletales, Agaricomycetidae, Agaricomycetes, Agaricomycotina, Basidiomycota, Fungi.
Polską nazwę nadała Alina Skirgiełło w 1960 r.
Niektóre gatunki:
- Phylloporus albocarnosus Heinem. 1955
- Phylloporus alborufus M.A. Neves & Halling 2010
- Phylloporus alutaceus Lebedeva 1949
- Phylloporus ampliporus Heinem. & Rammeloo 1978
- Phylloporus arenicola A.H. Sm. & Trappe 1972
- Phylloporus ater (Beeli) Heinem. 1951
- Phylloporus aurantiacus Halling & G.M. Muell. 1999
- Phylloporus australiensis Watling 1991
- Phylloporus bellus (Massee) Corner 1971
- Phylloporus pelletieri (Lév.) Quél. 1888
- Phylloporus rhodoxanthus (Schwein.) Bres. 1900 – poroblaszek żółtoczerwony

Nazwy naukowe na podstawie Index Fungorum. Nazwa polska według Władysława Wojewody.